# 884 (szám)
A 884 (római számmal: DCCCLXXXIV) egy természetes szám.

## A szám a matematikában
A tízes számrendszerbeli 884-es a kettes számrendszerben 1101110100, a nyolcas számrendszerben 1564, a tizenhatos számrendszerben 374 alakban írható fel.
A 884 páros szám, összetett szám. Kanonikus alakban a 22 · 131 · 171 szorzattal, normálalakban a 8,84 · 102 szorzattal írható fel. Tizenkét osztója van a természetes számok halmazán, ezek növekvő sorrendben: 1, 2, 4, 13, 17, 26, 34, 52, 68, 221, 442 és 884.